# Letiště Macujama
Letiště Macujama (japonsky 松山空港 – Macujama kúkó, IATA: MYJ, ICAO: RJOM) je letiště u Macujamy v prefektuře Ehime v Japonsku. Leží ve vzdálenosti necelých šesti kilometrů západně od centra Macujamy na břehu Vnitřního moře
Letiště založilo jako svou leteckou základnu v roce 1941 Japonské císařské námořní letectvo. Civilním se stalo v roce 1958.